# Anne Meulendijks
Anne Meulendijks (30 de julio de 1993) es una jinete neerlandesa que compite en la modalidad de doma. Ganó una medalla de plata en el Campeonato Europeo de Doma de 2019, en la prueba por equipos.

## Palmarés internacional
| Campeonato Europeo | Campeonato Europeo      | Campeonato Europeo | Campeonato Europeo |
| Año                | Lugar                   | Medalla            | Categoría          |
| ------------------ | ----------------------- | ------------------ | ------------------ |
| 2019               | Róterdam (Países Bajos) | Medalla de plata   | Por equipos        |